# Tumulus van Avennes

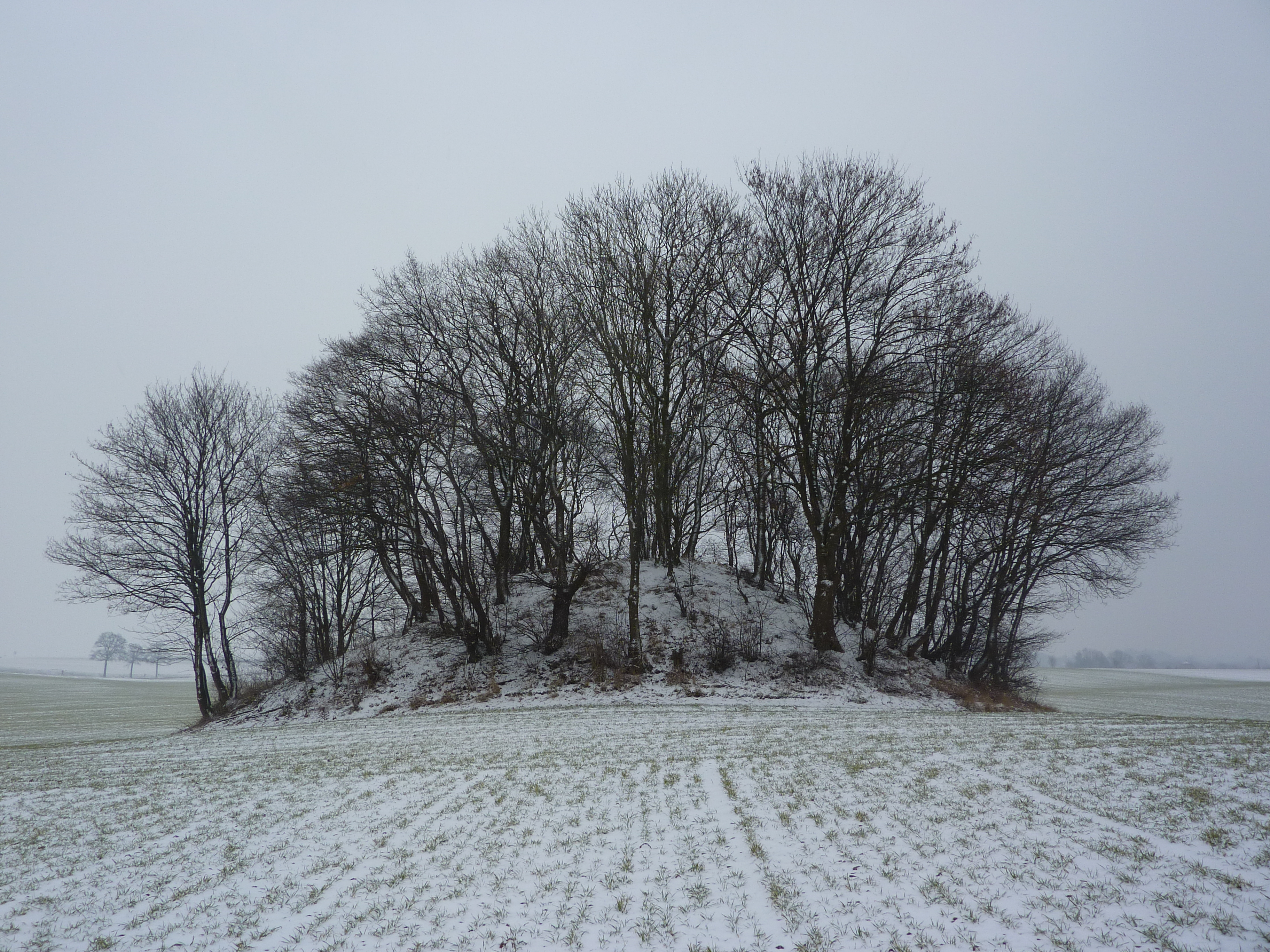
en in de winter

De Tumulus van Avennes is een Gallo-Romeinse grafheuvel in de Belgische gemeente Braives in de provincie Luik. De grafheuvel ligt ten noordoosten van Avennes tussen de wegen Chaussée Romaine (de huidige N69) en Rue de la Tombe.
De tumulus wordt gedateerd in het jaar 80 n.Chr. De opgravingen hebben voorwerpen boven water gebracht van de periode van Flavische keizers. Deze objecten zijn opgeslagen in het museum Grand Curtius in Luik. De heuvel is eigendom van de gemeente Braives en werd door deze gered en versterkt.
In 1978 wordt de heuvel en haar onmiddellijke omgeving geplaatst op een beschermingslijst van de Koninklijke Commissie voor Monumenten en Landschappen.
Op de Carte de Ferraris van 1777 (kaart 134Bd) wordt de heuvel genoemd als Tombe d'Avene, oude spelling van de plaats Avennes.

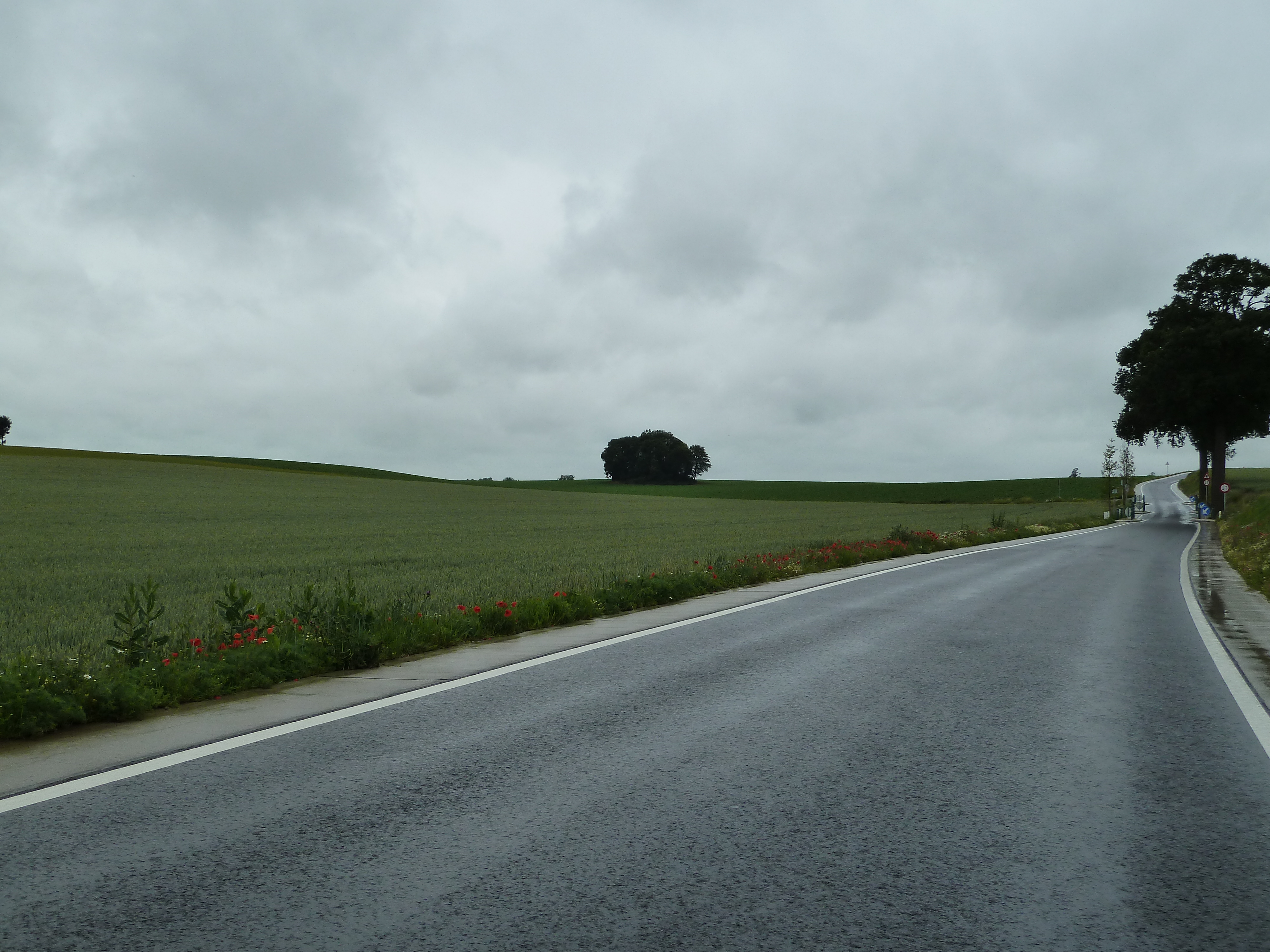
De N69 ter hoogte van de Tumulus van Avennes die midden op de foto te zien is

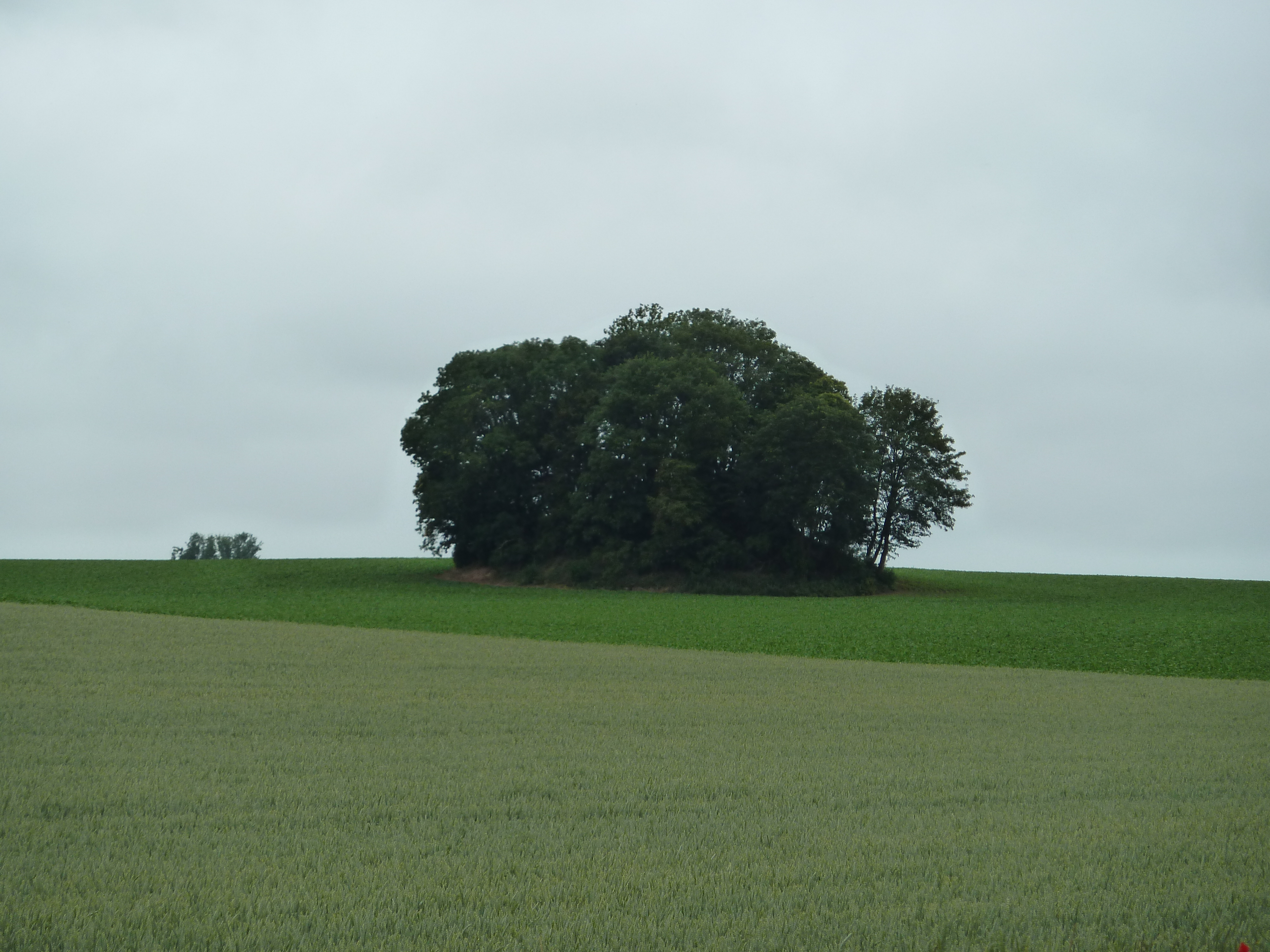
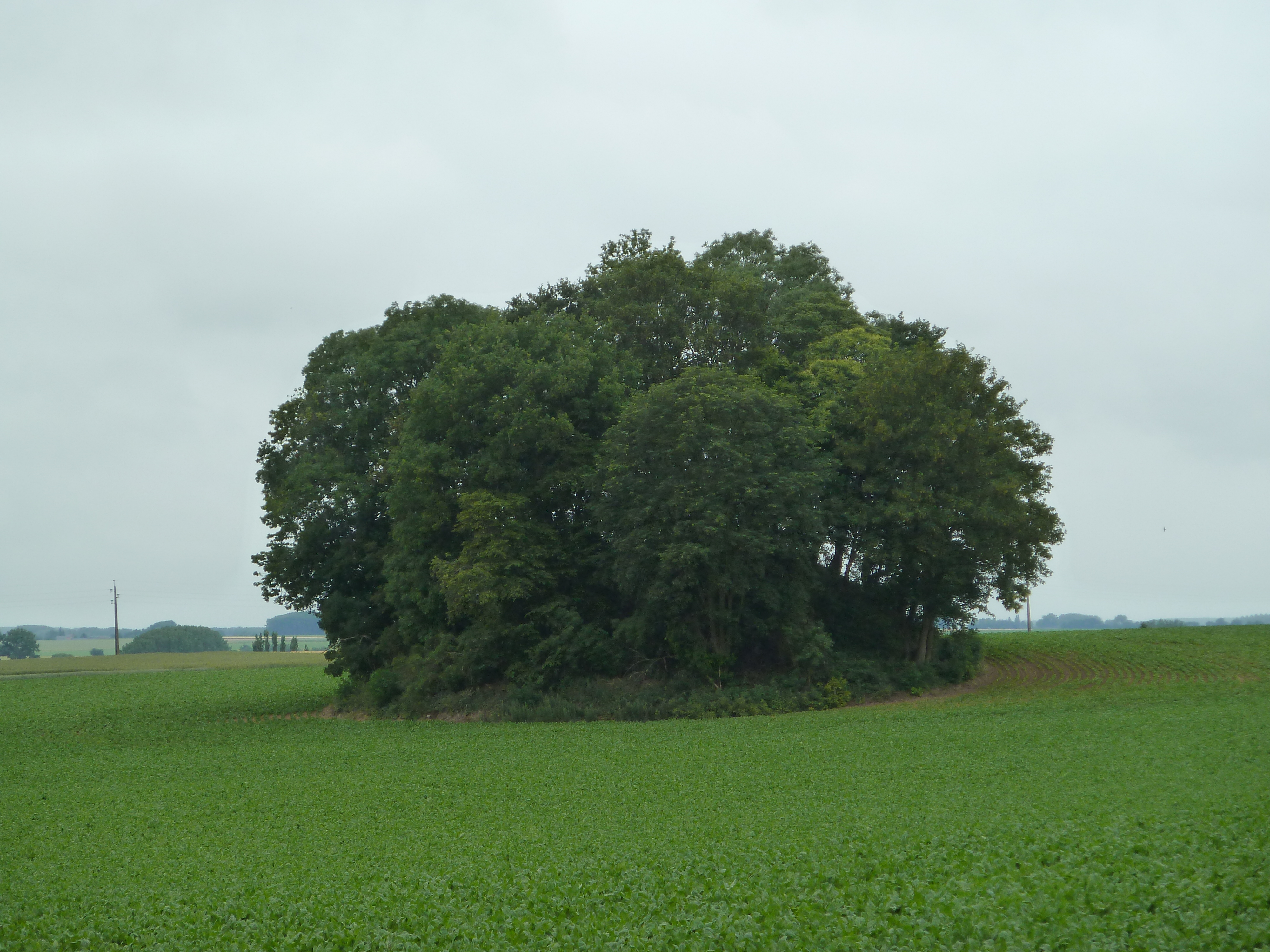
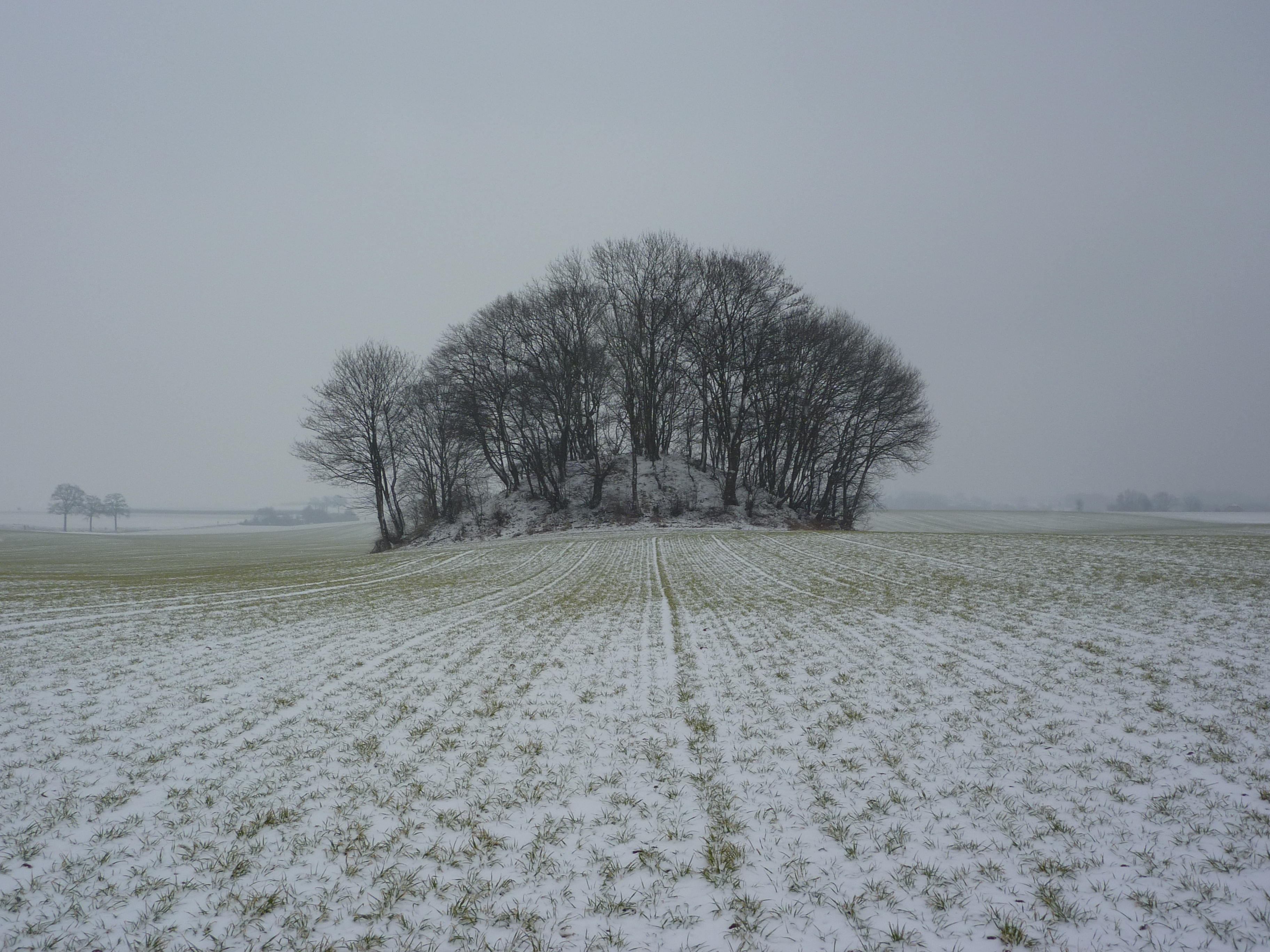